# Zsolt Kalmár
Zsolt Kalmár (Győr, 9 de junio de 1995) es un futbolista húngaro. Juega de centrocampista y su equipo es el MOL Fehérvár F. C.

## Clubes
| Club                                    | País       | Año       |
| --------------------------------------- | ---------- | --------- |
| Győri ETO F. C.                         | Hungría    | 2013-2014 |
| RB Leipzig II                           | Alemania   | 2014      |
| RB Leipzig                              | Alemania   | 2014-2018 |
| FSV Fráncfort (cedido)                  | Alemania   | 2016      |
| Brondby IF (cedido)                     | Dinamarca  | 2017      |
| F. C. DAC 1904 Dunajská Streda (cedido) | Eslovaquia | 2017-2018 |
| F. C. DAC 1904 Dunajská Streda          | Eslovaquia | 2018-2023 |
| MOL Fehérvár F. C.                      | Hungría    | 2023-     |